# Phygasia potanini
Phygasia potanini es una especie de insecto coleóptero de la familia Chrysomelidae. Fue descrita en 1995 por Lopatin.